# كليمنت بوير
كليمنت بوير (بالفرنسية: Clément Boyer)‏ هو لاعب دوري الرغبي فرنسي، ولد في 27 يوليو 1994 في تارن في فرنسا.